# ГЕС Кехе
ГЕС Кехе (可河水电站) — гідроелектростанція у центральній частині Китаю в провінції Сичуань. Використовує ресурс із річки Shenyuhe, лівої притоки Дзинші (назва верхньої течії Янцзи).
У межах проекту річку перекрили бетонною греблею висотою 22 метри та довжиною 105 метрів. Вона відводить ресурс до прокладеного у лівобережному гірському масиві дериваційного тунелю завдовжки біля 7 км.
Основне обладнання станції становлять чотири турбіни потужністю по 18 МВт, які використовують напір у 398 метрів.
Видача продукції відбувається по ЛЕП, розрахованій на роботу під напругою 110 кВ.